# Großer Preis von Mexiko 1986
Der Große Preis von Mexiko 1986 (offiziell X Gran Premio de Mexico) fand am 12. Oktober auf dem Autódromo Hermanos Rodríguez in Mexiko-Stadt statt und war das 15. Rennen der Formel-1-Weltmeisterschaft 1986.

## Berichte

### Hintergrund
Der Große Preis von Mexiko fand erstmals seit 1970 wieder statt.
In der WM führte Nigel Mansell vor dem Grand Prix von Mexiko mit zehn Punkten vor seinem Teamkollegen Nelson Piquet und mit elf Punkten vor Alain Prost. Mansell hätte daher schon in Mexiko Weltmeister werden können, wenn seine beiden Konkurrenten ausgeschieden oder er vor ihnen ins Ziel gekommen wäre.

### Training
Der Brasilianer Ayrton Senna fuhr zum achten Mal in der Saison 1986 auf die Pole-Position, gefolgt von den beiden Williams-Piloten Piquet und Mansell. Auf Startplatz vier stand Gerhard Berger, Alain Prost – ein weiterer WM-Anwärter – startete von Platz sechs.
Huub Rothengatter, der sich für Startplatz 23 qualifizierte, konnte am Rennen nicht teilnehmen, da er im Training einen Unfall in der Zielkurve hatte und sein Auto dabei irreparabel beschädigt wurde.

### Rennen
Mansell hatte einen sehr schlechten Start und fiel fast bis ans Ende des Feldes zurück. Sein Teamkollege Piquet konnte dagegen Senna gleich nach dem Start überholen und in Führung gehen. Berger, zuerst auf Platz drei gelegen, wurde bald von Prost überholt. Diese vier blieben in Folge innerhalb von wenigen Sekunden, während der Vorsprung auf die übrigen Fahrer immer größer wurde. Mansell konnte sich im Mittelfeld nach vorne arbeiten, der damit verbundene Reifenverschleiß zwang ihn jedoch zu einem frühen Reifenwechsel.
Die Reifen waren auch maßgeblich für den Ausgang des Grand Prix. Piquet, Senna und Prost fuhren mit Goodyear-Pneus und mussten gegen Mitte des Rennens nach und nach an die Box. Nach Prost in der 30. Runde wechselte Piquet in der 31., wodurch Senna kurzfristig in Führung lag. Nach dessen Boxenstopp in Runde 35 führte Berger, der im Gegensatz zu seinen unmittelbaren Konkurrenten mit Pirelli-Reifen fuhr und bis zum Schluss ohne Reifenwechsel durchfahren konnte. Dagegen hatte Piquet größere Reifenprobleme und konnte nach insgesamt drei Boxenstopps nicht mehr in die Entscheidung eingreifen. Senna fiel nach einem zweiten Stopp hinter Prost zurück. Wenige Runden vor Ende fielen noch die in den Punkten liegenden Stefan Johansson und Riccardo Patrese aus.
Berger gewann schließlich den Großen Preis von Mexiko vor Prost und Senna. Für Berger war es der erste von insgesamt zehn Siegen, ebenso war es der Premierensieg für das neue Benetton-Team.
Piquet wahrte seine WM-Chancen nur durch Platz vier dank einiger Ausfälle kurz vor Schluss, Mansell dagegen half Rang fünf wegen der Streichresultate nicht. Prost erhöhte dagegen mit Platz zwei seine Möglichkeiten zur Titelverteidigung entscheidend.
Erwähnenswert ist ein Dreikampf der drei Titelaspiranten gegen Ende des Rennens. Allerdings war Prost nur im Begriff den bereits weit zurückliegenden Piquet zu überrunden, während Mansell seinerseits hinter Prost auf eine Chance zum Überholen seines Teamkollegen lauerte.

## Meldeliste
| Team                           | Nr. | Fahrer             | Chassis        | Motor                     | Reifen |
| ------------------------------ | --- | ------------------ | -------------- | ------------------------- | ------ |
| Marlboro McLaren International | 01  | Alain Prost        | McLaren MP4/2C | TAG Porsche 1.5 V6t       | G      |
| Marlboro McLaren International | 02  | Keke Rosberg       | McLaren MP4/2C | TAG Porsche 1.5 V6t       | G      |
| Data General Team Tyrrell      | 03  | Martin Brundle     | Tyrrell 015    | Renault EF15 1.5 V6T      | G      |
| Data General Team Tyrrell      | 04  | Philippe Streiff   | Tyrrell 015    | Renault EF15 1.5 V6T      | G      |
| Canon Williams Honda Team      | 05  | Nigel Mansell      | Williams FW11  | Honda RA166E V6T 1.5      | G      |
| Canon Williams Honda Team      | 06  | Nelson Piquet      | Williams FW11  | Honda RA166E V6T 1.5      | G      |
| Motor Racing Developments Ltd  | 07  | Riccardo Patrese   | Brabham BT55   | BMW 1.5 L4T               | P      |
| Motor Racing Developments Ltd  | 08  | Derek Warwick      | Brabham BT55   | BMW 1.5 L4T               | P      |
| John Player Special Team Lotus | 11  | Johnny Dumfries    | Lotus 98T      | Renault EF15B 1.5 V6T     | G      |
| John Player Special Team Lotus | 12  | Ayrton Senna       | Lotus 98T      | Renault EF15B 1.5 V6T     | G      |
| West Zakspeed Racing           | 14  | Jonathan Palmer    | Zakspeed 861   | Zakspeed 1500/4 L4T 1.5   | G      |
| West Zakspeed Racing           | 29  | Huub Rothengatter  | Zakspeed 861   | Zakspeed 1500/4 L4T 1.5   | G      |
| Team Haas (USA) Ltd            | 15  | Alan Jones         | Lola THL2      | Ford-Cosworth GBA V6T 1.5 | G      |
| Team Haas (USA) Ltd            | 16  | Patrick Tambay     | Lola THL2      | Ford-Cosworth GBA V6T 1.5 | G      |
| Barclay Arrows BMW             | 17  | Christian Danner   | Arrows A8      | BMW 1.5 L4T               | G      |
| Barclay Arrows BMW             | 18  | Thierry Boutsen    | Arrows A8      | BMW 1.5 L4T               | G      |
| Benetton Formula Ltd           | 19  | Teo Fabi           | Benetton B186  | BMW 1.5 L4T               | P      |
| Benetton Formula Ltd           | 20  | Gerhard Berger     | Benetton B186  | BMW 1.5 L4T               | P      |
| Osella Squadra Corse           | 21  | Piercarlo Ghinzani | Osella FA1F    | Alfa Romeo 1.5 V8T        | P      |
| Osella Squadra Corse           | 22  | Allen Berg         | Osella FA1F    | Alfa Romeo 1.5 V8T        | P      |
| Minardi Team                   | 23  | Andrea de Cesaris  | Minardi M186   | Motori Moderni 1.5 V6T    | P      |
| Minardi Team                   | 24  | Alessandro Nannini | Minardi M186   | Motori Moderni 1.5 V6T    | P      |
| Equipe Ligier                  | 25  | René Arnoux        | Ligier JS27    | Renault 1.5 V6T           | P      |
| Equipe Ligier                  | 26  | Philippe Alliot    | Ligier JS27    | Renault 1.5 V6T           | P      |
| Scuderia Ferrari SpA SEFAC     | 27  | Michele Alboreto   | Ferrari F1/86  | Ferrari 1.5 V6T           | G      |
| Scuderia Ferrari SpA SEFAC     | 28  | Stefan Johansson   | Ferrari F1/86  | Ferrari 1.5 V6T           | G      |

## Klassifikationen

### Qualifying
| Pos. | Fahrer             | Konstrukteur           | Qualifikationstraining 1 | Qualifikationstraining 1 | Qualifikationstraining 2 | Qualifikationstraining 2 | Start |
| Pos. | Fahrer             | Konstrukteur           | Zeit                     | Ø-Geschwindigkeit        | Zeit                     | Ø-Geschwindigkeit        | Start |
| ---- | ------------------ | ---------------------- | ------------------------ | ------------------------ | ------------------------ | ------------------------ | ----- |
| 01   | Ayrton Senna       | Lotus-Renault          | 1:18,367                 | 203,091 km/h             | 1:16,990                 | 206,723 km/h             | 01    |
| 02   | Nelson Piquet      | Williams-Honda         | 1:18,037                 | 203,949 km/h             | 1:17,279                 | 205,950 km/h             | 02    |
| 03   | Nigel Mansell      | Williams-Honda         | 1:18,269                 | 203,345 km/h             | 1:17,514                 | 205,325 km/h             | 03    |
| 04   | Gerhard Berger     | Benetton-BMW           | 1:17,780                 | 204,623 km/h             | 1:17,609                 | 205,074 km/h             | 04    |
| 05   | Riccardo Patrese   | Brabham-BMW            | 1:21,241                 | 195,906 km/h             | 1:18,285                 | 203,303 km/h             | 05    |
| 06   | Alain Prost        | McLaren-TAG-Porsche    | 1:19,294                 | 200,716 km/h             | 1:18,421                 | 202,951 km/h             | 06    |
| 07   | Derek Warwick      | Brabham-BMW            | 1:19,713                 | 199,661 km/h             | 1:18,527                 | 202,677 km/h             | 07    |
| 08   | Patrick Tambay     | Lola-Ford              | 1:20,492                 | 197,729 km/h             | 1:18,839                 | 201,875 km/h             | 08    |
| 09   | Teo Fabi           | Benetton-BMW           | 1:18,971                 | 201,537 km/h             | 1:18,893                 | 201,737 km/h             | 09    |
| 10   | Philippe Alliot    | Ligier-Renault         | 1:20,372                 | 198,024 km/h             | 1:19,257                 | 200,810 km/h             | 10    |
| 11   | Keke Rosberg       | McLaren-TAG-Porsche    | keine Zeit               | –                        | 1:19,342                 | 200,595 km/h             | 11    |
| 12   | Michele Alboreto   | Ferrari                | 1:19,628                 | 199,874 km/h             | 1:19,388                 | 200,479 km/h             | 12    |
| 13   | René Arnoux        | Ligier-Renault         | 1:19,624                 | 199,884 km/h             | 1:20,458                 | 197,813 km/h             | 13    |
| 14   | Stefan Johansson   | Ferrari                | 1:20,303                 | 198,194 km/h             | 1:19,769                 | 199,521 km/h             | 14    |
| 15   | Alan Jones         | Lola-Ford              | 1:20,525                 | 197,648 km/h             | 1:20,090                 | 198,721 km/h             | 15    |
| 16   | Martin Brundle     | Tyrrell-Renault        | 1:21,587                 | 195,075 km/h             | 1:20,198                 | 198,454 km/h             | 16    |
| 17   | Johnny Dumfries    | Lotus-Renault          | 1:20,479                 | 197,761 km/h             | 1:21,491                 | 195,305 km/h             | 17    |
| 18   | Jonathan Palmer    | Zakspeed               | 1:21,154                 | 196,116 km/h             | 1:20,668                 | 197,298 km/h             | 18    |
| 19   | Philippe Streiff   | Tyrrell-Renault        | 1:20,946                 | 196,620 km/h             | 1:21,174                 | 196,068 km/h             | 19    |
| 20   | Christian Danner   | Arrows-BMW             | 1:21,069                 | 196,322 km/h             | 1:21,461                 | 195,377 km/h             | 20    |
| 21   | Thierry Boutsen    | Arrows-BMW             | 1:21,171                 | 196,075 km/h             | 1:21,361                 | 195,617 km/h             | 21    |
| 22   | Andrea de Cesaris  | Minardi-Motori Moderni | 1:22,470                 | 192,987 km/h             | 1:22,521                 | 192,867 km/h             | 22    |
| 23   | Huub Rothengatter  | Zakspeed               | 1:23,812                 | 189,896 km/h             | 1:22,524                 | 192,860 km/h             | 23    |
| 24   | Alessandro Nannini | Minardi-Motori Moderni | 1:25,179                 | 186,849 km/h             | 1:23,457                 | 190,704 km/h             | 24    |
| 25   | Piercarlo Ghinzani | Osella-Alfa Romeo      | 1:25,767                 | 185,568 km/h             | 1:24,176                 | 189,075 km/h             | 25    |
| 26   | Allen Berg         | Osella-Alfa Romeo      | 1:26,573                 | 183,840 km/h             | 1:27,209                 | 182,500 km/h             | 26    |

### Rennen
| Pos. | Fahrer             | Konstrukteur           | Runden | Stopps | Zeit        | Start | Schnellste Runde |
| ---- | ------------------ | ---------------------- | ------ | ------ | ----------- | ----- | ---------------- |
| 01   | Gerhard Berger     | Benetton-BMW           | 68     |        | 1:33:18,700 | 04    | 1:20,543 (42.)   |
| 02   | Alain Prost        | McLaren-TAG-Porsche    | 68     |        | + 25,438    | 06    | 1:20,357 (37.)   |
| 03   | Ayrton Senna       | Lotus-Renault          | 68     |        | + 52,513    | 01    | 1:20,237 (64.)   |
| 04   | Nelson Piquet      | Williams-Honda         | 67     |        | + 1 Runde   | 02    | 1:19,360 (64.)   |
| 05   | Nigel Mansell      | Williams-Honda         | 67     |        | + 1 Runde   | 03    | 1:19,441 (63.)   |
| 06   | Philippe Alliot    | Ligier-Renault         | 67     |        | + 1 Runde   | 10    | 1:21,630 (62.)   |
| 07   | Thierry Boutsen    | Arrows-BMW             | 66     |        | + 2 Runden  | 21    | 1:22,315 (54.)   |
| 08   | Andrea de Cesaris  | Minardi-Motori Moderni | 66     |        | + 2 Runden  | 22    | 1:22,430 (48.)   |
| 09   | Christian Danner   | Arrows-BMW             | 66     |        | + 2 Runden  | 20    | 1:23,551 (30.)   |
| 10   | Jonathan Palmer    | Zakspeed               | 65     |        | DNF         | 18    | 1:21,732 (62.)   |
| 11   | Martin Brundle     | Tyrrell-Renault        | 65     |        | + 3 Runden  | 16    | 1:22,337 (07.)   |
| 12   | Stefan Johansson   | Ferrari                | 64     |        | DNF         | 14    | 1:20,182 (52.)   |
| 13   | Riccardo Patrese   | Brabham-BMW            | 64     |        | DNF         | 05    | 1:21,060 (60.)   |
| 14   | Alessandro Nannini | Minardi-Motori Moderni | 64     |        | + 4 Runden  | 24    | 1:24,978 (46.)   |
| 15   | René Arnoux        | Ligier-Renault         | 63     |        | DNF         | 13    | 1:22,020 (57.)   |
| 16   | Allen Berg         | Osella-Alfa Romeo      | 61     |        | + 7 Runden  | 26    | 1:28,736 (53.)   |
| –    | Johnny Dumfries    | Lotus-Renault          | 53     |        | DNF         | 17    | 1:22,036 (22.)   |
| –    | Derek Warwick      | Brabham-BMW            | 37     |        | DNF         | 07    | 1:21,890 (32.)   |
| –    | Alan Jones         | Lola-Ford              | 35     |        | DNF         | 15    | 1:22,024 (26.)   |
| –    | Keke Rosberg       | McLaren-TAG-Porsche    | 32     |        | DNF         | 11    | 1:21,268 (19.)   |
| –    | Michele Alboreto   | Ferrari                | 10     |        | DNF         | 12    | 1:22,546 (09.)   |
| –    | Piercarlo Ghinzani | Osella-Alfa Romeo      | 8      |        | DNF         | 25    | 1:30,412 (05.)   |
| –    | Philippe Streiff   | Tyrrell-Renault        | 8      |        | DNF         | 19    | 1:24,525 (06.)   |
| –    | Teo Fabi           | Benetton-BMW           | 4      |        | DNF         | 09    | 1:25,615 (03.)   |
| DNS  | Patrick Tambay     | Lola-Ford              | –      | –      | –           | 08    | –                |

## WM-Stände nach dem Rennen
Die ersten sechs des Rennens bekamen 9, 6, 4, 3, 2 bzw. 1 Punkt(e). Streichresultate sind in Klammern gesetzt. In der Fahrerwertung wurden die besten elf Resultate, in der Konstrukteurswertung alle Resultate gewertet.

### Fahrerwertung
| Pos. | Fahrer           | Konstrukteur        | Punkte  |
| ---- | ---------------- | ------------------- | ------- |
| 01   | Nigel Mansell    | Williams-Honda      | 70 (72) |
| 02   | Alain Prost      | McLaren-TAG-Porsche | 64 (65) |
| 03   | Nelson Piquet    | Williams-Honda      | 63      |
| 04   | Ayrton Senna     | Lotus-Renault       | 55      |
| 05   | Keke Rosberg     | McLaren-TAG-Porsche | 22      |
| 06   | Stefan Johansson | Ferrari             | 19      |
| 07   | Gerhard Berger   | Benetton-BMW        | 17      |
| 08   | Jacques Laffite  | Ligier-Renault      | 14      |
| 09   | René Arnoux      | Ligier-Renault      | 14      |
| 10   | Michele Alboreto | Ferrari             | 14      |
| 11   | Martin Brundle   | Tyrrell-Renault     | 5       |
| 12   | Alan Jones       | Lola-Hart/-Ford     | 4       |
| 13   | Riccardo Patrese | Brabham-BMW         | 2       |
| 14   | Patrick Tambay   | Lola-Hart/-Ford     | 2       |
| 15   | Teo Fabi         | Benetton-BMW        | 2       |
| 16   | Johnny Dumfries  | Lotus-Renault       | 2       |

| Pos. | Fahrer             | Konstrukteur                   | Punkte |
| ---- | ------------------ | ------------------------------ | ------ |
| 17   | Philippe Streiff   | Tyrrell-Renault                | 1      |
| 18   | Christian Danner   | Arrows-BMW / Osella-Alfa Romeo | 1      |
| 19   | Philippe Alliot    | Ligier-Renault                 | 1      |
| 20   | Thierry Boutsen    | Arrows-BMW                     | 0      |
| 21   | Derek Warwick      | Brabham-BMW                    | 0      |
| 22   | Jonathan Palmer    | Zakspeed                       | 0      |
| 23   | Huub Rothengatter  | Zakspeed                       | 0      |
| 24   | Andrea de Cesaris  | Minardi-Motori Moderni         | 0      |
| 25   | Elio de Angelis    | Brabham-BMW                    | 0      |
| 26   | Marc Surer         | Arrows-BMW                     | 0      |
| 27   | Piercarlo Ghinzani | Osella-Alfa Romeo              | 0      |
| 28   | Allen Berg         | Osella-Alfa Romeo              | 0      |
| 29   | Alessandro Nannini | Minardi-Motori Moderni         | 0      |
| –    | Alex Caffi         | Osella-Alfa Romeo              | 0      |
| –    | Ivan Capelli       | AGS-Motori-Moderni             | 0      |
| –    | Eddie Cheever      | Lola-Hart/-Ford                | 0      |

### Konstrukteurswertung
| Pos. | Konstrukteur        | Punkte |
| ---- | ------------------- | ------ |
| 01   | Williams-Honda      | 135    |
| 02   | McLaren-TAG-Porsche | 87     |
| 03   | Lotus-Renault       | 57     |
| 04   | Ferrari             | 33     |
| 05   | Ligier-Renault      | 29     |
| 06   | Benetton-BMW        | 19     |
| 07   | Lola-Hart/-Ford     | 6      |

| Pos. | Konstrukteur           | Punkte |
| ---- | ---------------------- | ------ |
| 08   | Tyrrell-Ford           | 6      |
| 09   | Brabham-BMW            | 2      |
| 10   | Arrows-BMW             | 1      |
| 11   | Zakspeed               | 0      |
| 12   | Minardi-Motori Moderni | 0      |
| 13   | Osella-Alfa Romeo      | 0      |
| –    | AGS-Motori Moderni     | 0      |